# Selección femenina de rugby league de Papúa Nueva Guinea
La Selección femenina de rugby league de Papúa Nueva Guinea representa al país en competiciones de 
selecciones nacionales de rugby league, son conocidas como las Orchids (Orquídeas).
Su organización está bajo el control de la Papua New Guinea Rugby Football League. 
La selección femenina de rugby league de Papúa Nueva Guinea es el equipo nacional de rugby league compuesto por mujeres de Papúa Nueva Guinea. El rugby league es un deporte popular en el país, y la selección femenina ha ganado el Campeonato de Oceanía en varias ocasiones. 
El equipo ha participado en la Copa Mundial de Rugby League Femenino en varias ocasiones, y ha sido un rival competitivo para otros equipos de alto nivel, como Australia y Nueva Zelanda. Además, la selección femenina de rugby league de Papúa Nueva Guinea ha sido un líder en la promoción del deporte femenino en el país, y ha inspirado a muchas jóvenes mujeres a involucrarse en el rugby league.

## Historia
Se formó por primera vez en 2017 con la finalidad de representar al país en la Copa mundial de 2017
En el Mundial de 2017 perdió sus tres encuentros en la fase grupal frente a Canadá, Inglaterra y Nueva Zelanda.
En noviembre de 2019 obtuvo una victoria histórica por 20 a 16 sobre el seleccionado de Inglaterra.

## Participación en copas
| - 2000 al 2013: sin participación - 2017 : Fase de grupos - 2021 : Semifinales - 2026 : clasificado | - Mundial 2019 : 4° puesto - Apia 2019 : 2° puesto |